# Mitophyllus gibbosus
Mitophyllus gibbosus es una especie de coleóptero de la familia Lucanidae.

## Distribución geográfica
Habita en Nueva Zelanda.